# Sunny (風男塾の曲)
「sunny」（サニー）は、2019年11月6日に発売された風男塾の23rdシングル。

## 概要
メンバーは、愛刃健水、藤守怜生、紅竜真咲、草歌部宙、桜司爽太郎、香月大弥。
藤守怜生にとってラストシングル。

## 収録曲
テイチクレコード公式サイト内の紹介ページによる。

### 初回限定盤A
［CD］
1. sunny
  - 作詞：はなわ / 作曲:樋口太陽 / 編曲：樋口太陽・新井瑞季
2. 波ギュっ!
  - 作詞：織田あすか（Elements Garden） / 作曲・編曲：藤田淳平（Elements Garden）

［DVD］
「sunny」Music Video

### 初回限定盤B
［CD］
1. sunny
2. 波ギュっ!

［DVD］
「sunny」MVメイキング映像

### 通常盤
［CD］
1. sunny
2. 波ギュっ!
3. Unchain Boys
  - 作詞:おもち花 / 作曲・編曲：emon（Tes.）
4. sunny（Instrumental）
5. 波ギュっ!（Instrumental）
6. Unchain Boys（Instrumental）